# Federació Andorrana de Futbol
Federació Andorrana de Futbol ordnar med organiserad fotboll i Andorra, och bildades 1994 och gick med i Uefa samma år, för att 1996 anslutas till Fifa. Förbundet har sin bas i Escaldes-Engordany.